# Ronde van Taiwan 2019
De 17e editie van de Ronde van Taiwan vond in 2019 plaats van 17 tot en met 21 maart. De start lag net als in de voorgaande edities in Taipei en de finish lag in Pingtung. Er stonden 115 renners aan de start van de eerste etappe en 103 hebben uiteindelijk de finish bereikt. De wedstrijd maakte deel uit van de UCI Asia Tour 2019, in de categorie 2.1. In 2018 won de Japanner Yukiya Arashiro, dit jaar won de Australiër Jonathan Clarke.

## Deelnemende Ploegen
| ProContinentaal            | Continentaal              | Continentaal                    | Nationaal   |
| -------------------------- | ------------------------- | ------------------------------- | ----------- |
| Nippo-Vini Fantini-Faizanè | Hrinkow Advarics Cycleang | Team BridgeLane                 | Thailand    |
| Israel Cycling Academy     | Herrmann Radteam          | Memil-CCN Pro Cycling           | Taiwan      |
| Neri-Selle Italia          | Elevate–KHS Pro Cycling   | Floyd's Pro Cycling             | Zuid-Afrika |
| Manzana Postobón Team      | Team Sapura Cycling       | Brunei Continental Cycling Team | Japan       |
|                            | Giant Cycling Team        | Terengganu Cycling Team         |             |
|                            | Kinan Cycling Team        | HKSI Pro Cycling Team           |             |

## Etappe-overzicht
| etappe | datum    | start    | finish           | type       | afstand  | winnaar          | klassementsleider |
| ------ | -------- | -------- | ---------------- | ---------- | -------- | ---------------- | ----------------- |
| 1e     | 17 maart | Taipei   | Taipei           | Vlakke rit | 83,2 km  | Bryan Gómez      | Bryan Gómez       |
| 2e     | 18 maart | Taoyuan  | Jiaobanshan Park | Vlakke rit | 118,9 km | Jonathan Clarke  | Jonathan Clarke   |
| 3e     | 19 maart | Hsinchu  | Shingan          | Heuvelrit  | 156,5 km | Nicholas White   | Giovanni Lonardi  |
| 4e     | 20 maart | Nantou   | Zon-maanmeer     | Heuvelrit  | 166,6 km | James Piccoli    | Jonathan Clarke   |
| 5e     | 21 maart | Pingtung | Pingtung         | Vlakke rit | 192,8 km | Giovanni Lonardi | Jonathan Clarke   |

## Eindklassementen
| Plaats    | Naam              | Ploeg                           | Tijd      |
| --------- | ----------------- | ------------------------------- | --------- |
| Gele trui | Jonathan Clarke   | Floyd's Pro Cycling             | 16u44'14" |
| 2         | James Piccoli     | Elevate–KHS Pro Cycling         | + 6"      |
| 3         | Etienne van Empel | Neri-Selle Italia               | + 10"     |
| 4         | Nathan Earle      | Israel Cycling Academy          | + 12"     |
| 5         | Diego Ochoa       | Manzana Postobón Team           | + 13"     |
| 6         | Guy Niv           | Israel Cycling Academy          | + 14"     |
| 7         | Edmund Bradbury   | Memil-CCN Pro Cycling           | + 15"     |
| 8         | Nariyuki Masuda   | Japan                           | z.t.      |
| 9         | Feng Chun-kai     | Taiwan                          | + 16"     |
| 10        | Cristian Raileanu | Team Sapura Cycling             | z.t.      |
|           |                   |                                 |           |
| 88        | Mehdi Tigrine     | Brunei Continental Cycling Team | + 40'56"  |

| Plaats      | Naam              | Ploeg                      | Punten |
| ----------- | ----------------- | -------------------------- | ------ |
| Groene trui | Yasuharu Nakajima | Kinan Cycling Team         | 43     |
| 2           | Giovanni Lonardi  | Nippo-Vini Fantini-Faizanè | 36     |
| 3           | Travis McCabe     | Floyd's Pro Cycling        | 32     |
|             |                   |                            |        |
| 8           | Etienne van Empel | Neri-Selle Italia          | 25     |

| Plaats        | Naam              | Ploeg                 | Punten |
| ------------- | ----------------- | --------------------- | ------ |
| Bolletjestrui | Wilmar Paredes    | Manzana Postobón Team | 37     |
| 2             | Marcus Culey      | Team Sapura Cycling   | 34     |
| 3             | Shotaro Iribe     | Japan                 | 21     |
|               |                   |                       |        |
| 16            | Etienne van Empel | Neri-Selle Italia     | 4      |

| Plaats | Ploeg                      | Tijd      |
| ------ | -------------------------- | --------- |
|        | Nippo-Vini Fantini-Faizanè | 50u13'30" |
| 2      | Manzana Postobón Team      | z.t.      |
| 3      | Kinan Cycling Team         | z.t.      |

2003 · 2004 · 2005 · 2006 · 2007 · 2008 · 2009 · 2010 · 2011 · 2012 · 2013 · 2014 · 2015 · 2016 · 2017 · 2018 · 2019 · 2020 · 2021 · 2022 · 2023 · 2024 · 2025